# Resolució 577 del Consell de Seguretat de les Nacions Unides
La Resolució 577 del Consell de Seguretat de les Nacions Unides, aprovada per unanimitat el 6 de desembre de 1985 després de reafirmar la Resolució 571 (1985) el consell dona suport a l'informe de la Comissió d'Investigació del Consell de Seguretat, condemnant el règim de Sud-àfrica pels seus atacs continus i sense provocació contra la República Popular d'Angola a través del territori ocupat d'Àfrica del Sud-Oest.
La resolució exigia Sud-àfrica que retirés les seves tropes de territori angolès i a respectar la integritat territorial d'Angola. El consell reafirmà el dret d'Angola a reclamar una compensació pels atacs degut a la pèrdua de vides i els danys a la propietat. També un cop més va demanar urgentment als estats membres i organitzacions internacionals que ajudessin en la reconstrucció de la infraestructura econòmica a Angola.
Finalment, el Consell requereix que el secretari general presenti un informe implementant la resolució actual no més tard del 30 de juny de 1986.